# Sân bay quốc tế Trường Lạc Phúc Châu
Sân bay quốc tế Trường Lạc Phúc Châu là một sân bay ở Phúc Châu, Phúc Kiến, Trung Quốc (IATA: FOC, ICAO: ZSFZ). Sân bay này được mở cửa ngày 23 tháng 6 năm 1997 sau khi được phê duyệt xây dựng năm 1992. Hiện sân bay có năng lực phục vụ 6,5 triệu hành khách/năm. Lưu trữ ngày 14 tháng 8 năm 2007 tại Wayback Machine Năm 2009, Sân bay quốc tế Phúc Châu đã phục vụ 5,45 triệu khách. Lưu trữ ngày 14 tháng 5 năm 2007 tại Wayback Machine

## Hàng không và điểm đến

### Hành khách
| Hãng hàng không          | Các điểm đến |
| ------------------------ | --- |
| Air China                | Bắc Kinh-Thủ đô, Thành Đô, Trùng Khánh, Thượng Hải-Phố Đông |
| Beijing Capital Airlines | Tam Á, Từ Châu |
| Cambodia Angkor Air      | Thuê chuyến: Siem Reap |
| Chengdu Airlines         | Thành Đô, Quý Dương |
| China Eastern Airlines   | Trường Sa, Đại Liên, Hoài An, Lanzhou, Thượng Hải-Phố Đông, Taiyuan, Tây An Theo mùa: Naha |
| China Express Airlines   | Đại Liên, Liên Vân Cảng |
| China Southern Airlines  | Quảng Châu, Thâm Quyến, Urumqi, Vũ Hán, Tây An, Trịnh Châu |
| China United Airlines    | Bắc Kinh-Nam Uyển |
| Dragonair                | Hong Kong |
| Fuzhou Airlines          | Trường Sa, Trùng Khánh, Quế Lâm, Quý Dương, Hải Khẩu, Cáp Nhĩ Tân, Tế Nam, Côn Minh, Thanh Đảo, Thượng Hải-Phố Đông, Thái Nguyên, Thiên Tân, Tây An, Ngân Xuyên, Trịnh Châu |
| Hainan Airlines          | Bắc Kinh-Thủ đô, Trường Sa, Đại Liên, Quảng Châu, Lanzhou, Nam Kinh, Taiyuan, Urumqi, Tây An, Trịnh Châu |
| Hebei Airlines           | Nam Kinh, Shijiazhuang |
| Hong Kong Airlines       | Hong Kong |
| Joy Air                  | Hợp Phì, Hoàng Sơn |
| Juneyao Airlines         | Thượng Hải-Phố Đông |
| Kunming Airlines         | Trường Sa, Côn Minh |
| Lucky Air                | Thành Đô, Quế Lâm, Côn Minh, Nam Ninh |
| Mandarin Airlines        | Đài Bắc-Tùng Sơn |
| New Gen Airways          | Krabi |
| Shandong Airlines        | Bắc Kinh-Thủ đô, Trùng Khánh, Quế Lâm, Thanh Đảo |
| Shanghai Airlines        | Thượng Hải-Hồng Kiều |
| Shenzhen Airlines        | Thành Đô, Đại Liên, Tế Nam, Cảnh Đức Trấn, Nam Kinh, Nam Ninh, Osaka-Kansai, Thẩm Dương, Thâm Quyến, Wuxi, Tây An, Zhuhai |
| Sichuan Airlines         | Trường Sa, Thành Đô |
| Spring Airlines          | Bangkok-Suvarnabhumi, Osaka-Kansai |
| Tianjin Airlines         | Thanh Đảo, Thiên Tân |
| TransAsia Airways        | Kaohsiung, Đài Trung, Taipei-Songshan |
| Uni Air                  | Kaohsiung, Đài Bắc-Đào Viên |
| West Air                 | Trùng Khánh, Vũ Hán, Trịnh Châu |
| XiamenAir                | Bangkok-Suvarnabhumi, Bắc Kinh-Thủ đô, Trường Xuân, Trường Sa, Thành Đô, Trùng Khánh, Đại Liên, Cám Châu, Quảng Châu, Quế Lâm, Quý Dương, Hải Khẩu, Hàng Châu, Cáp Nhĩ Tân, Hohhot, Jakarta-Soekarno–Hatta, Tế Nam, Côn Minh, Lanzhou, Lhasa, Jeju, Kaohsiung, Kuala Lumpur–International, Macau, Miên Dương, Nam Kinh, Nam Ninh, Osaka-Kansai, Thanh Đảo, Tam Á, Thượng Hải-Hồng Kiều, Thẩm Dương, Thâm Quyến, Singapore, Sydney, Taipei-Songshan, Đài Bắc-Đào Viên, Taiyuan, Thiên Tân, Tokyo-Narita, Urumqi, Vũ Hán, Wuxi, Tây An, Tây Xương, Tây Ninh, Ngân Xuyên, Trịnh Châu |
| Jetstar Pacific Airlines | Nha Trang |

### Hàng hóa
| Hãng hàng không       | Các điểm đến                     |
| --------------------- | -------------------------------- |
| China Postal Airlines | Nam Kinh, Taipei-Taoyuan, Hạ Môn |

## Hàng hóa
| Hãng hàng không       | Các điểm đến |
| --------------------- | ------------ |
| China Postal Airlines | Nam Kinh     |